# Sphaerella brassicae
Sphaerella brassicae är en svampart som beskrevs av T. Johnson 1905. Sphaerella brassicae ingår i släktet Sphaerella och familjen Mycosphaerellaceae.   Inga underarter finns listade i Catalogue of Life.